# Irma (Vorname)
Irma ist ein weiblicher Vorname.

## Herkunft und Bedeutung
Beim Namen Irma handelt es sich um eine Kurzform verschiedener althochdeutscher Namen, die das Element irm „groß“, „allumfassend“, „Welt“ beinhalten.

## Verbreitung
In Deutschland war der Name Irma im ausgehenden 19. Jahrhundert relativ verbreitet. Zu Beginn des 20. Jahrhunderts stieg er in den Vornamenscharts auf. Dabei erreichte der Name zwar die Top-20 der Vornamenscharts, nicht jedoch die Top-10. Ab Mitte der 1930er Jahre sank die Beliebtheit immer stärker, bis der Name schließlich außer Mode geriet. Seit den 2000er Jahren befindet sich der Name wieder im Aufwärtstrend, jedoch wird er immer noch selten vergeben. Im Jahr 2021 belegte er Rang 418 in den Vornamenscharts. Besonders häufig wird der Name in Sachsen-Anhalt vergeben.
Der Name Irma war in den USA im ausgehenden 19. und beginnenden 20. Jahrhundert mäßig beliebt. Ab der Mitte des Jahrhunderts geriet der Name außer Mode und wird heute kaum noch vergeben.
In Frankreich zählte Irma zu Beginn des 20. Jahrhunderts noch zu den 100 meistvergebenen Mädchennamen. Seine Popularität sank mit den Jahren, bis er in den 1940er Jahren außer Mode geriet.
Dagegen wird der Name in Bosnien und Herzegowina bis heute regelmäßig vergeben. In den vergangenen Jahren erreichte er immer wieder Platzierungen unter den 100 beliebtesten Mädchennamen.

## Varianten
Im Georgischen lautet der Name ირმა Irma.
Für weitere Varianten: siehe Emma#Varianten

## Namensträgerinnen
- Irma Blohm (1909–1997), deutsche Politikerin
- Irma Boom (* 1960), niederländische Typografin, Lehrerin und Gestalterin
- Irma Brandes (1905–1995), deutsche Journalistin und Schriftstellerin
- Irma von Cube (1899–1977), deutsche Drehbuchautorin
- İrma Felegyan (1912–1992), armenische Schauspielerin
- Irma Goecke (1895–1976), deutsche Tapisseriekünstlerin
- Irma Grese (1923–1945), Aufseherin in verschiedenen Konzentrationslagern
- Irma Gudžiūnaitė (* 1988), litauische Juristin und Politikerin
- Irma P. Hall (* 1935), US-amerikanische Schauspielerin
- Irma Harder (1915–2008), deutsche Schriftstellerin
- Irma Holder (1925–2019), deutsche Schlagertexterin
- Irma Hünerfauth (1907–1998), deutsche Malerin, Skulptur- und Objektkünstlerin
- Irma Keilhack (1908–2001), deutsche Politikerin
- Irma Krauß (1949–2024), deutsche Schriftstellerin
- Irma Lang-Scheer (1901–1986), deutsche Malerin
- Irma Loos (1907–?), deutsche Schriftstellerin
- Irma Münch (* 1930), deutsche Theater- und Filmschauspielerin
- Irma Ursula Johanna Richter (1886–1946), deutsche Tanz- und Theaterfotografin, siehe Ursula Richter (Fotografin)
- Irma Schumacher (1925–2014), niederländische Schwimmerin
- Irma Schwager (1920–2015), österreichische antifaschistische Widerstandskämpferin
- Irma St. Paule (1926–2007), US-amerikanische Filmschauspielerin
- Irma Stern (1894–1966), südafrikanische Künstlerin
- Irma Sztáray (1864–1940), Hofdame von Kaiserin Elisabeth von Österreich-Ungarn
- Irma Thälmann (1919–2000), DDR-Funktionärin
- Irma Thomas (* 1941), US-amerikanische Blues-, Soul- und Gospel-Sängerin
- Irma von Troll-Borostyáni (1847–1912), österreichische Schriftstellerin und Vorkämpferin für Frauenrechte
- Irma Tübler (1922–1992), deutsche Politikerin
- Irma Urrila (* 1943), finnische Opernsängerin (Sopran)
- Irma Weiland (1908–2003), deutsche Malerin und Zeichnerin
- Irma (* 1988), kamerunische Sängerin
- Irmelin Krause (* 1938), deutsche Schauspielerin und Synchronsprecherin
- Irm Hermann (1942–2020), deutsche Schauspielerin